# Wim van der Kroft
Wim van der Kroft (n. 16 august 1916, Haarlem, Țările de Jos – d. 21 martie 2001, Den Helder, Olanda de Nord, Țările de Jos) a fost un caiacist ce a reprezentat Regatul Țărilor de Jos, medaliat olimpic. A participat la 3 ediții ale Jocurilor Olimpice (1936, 1948, 1952) în care a câștigat o medalie de bronz.